# Arenostella germanica
Arenostella germanica är en kräftdjursart som beskrevs av Kunz 1937. Arenostella germanica ingår i släktet Arenosetella, och familjen Ectinosomatidae. Arten är reproducerande i Sverige.